# 圣名主教座堂 (芝加哥)

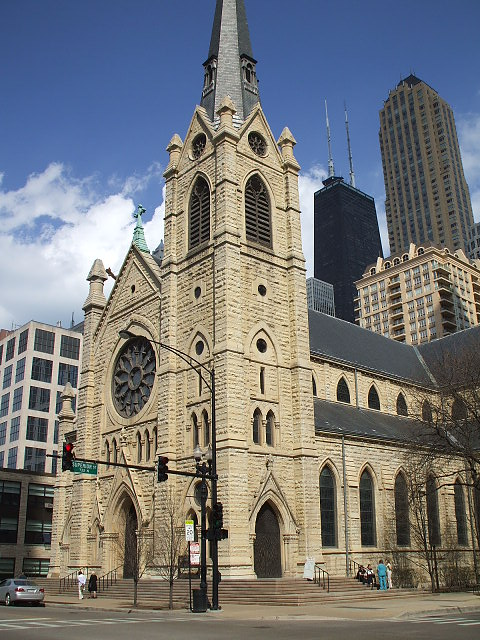
芝加哥圣名主教座堂

芝加哥圣名主教座堂（Holy Name Cathedral）位于美国第三大城市芝加哥，是天主教芝加哥总教区的主教座堂。芝加哥总教区是罗马天主教在美国最大的教区之一。这座教堂是取代在1871年芝加哥大火中烧毁的圣马利亚主教座堂和圣名教堂，于1875年11月21日祝圣。

## 建筑与设施
圣名主教座堂属于哥特复兴式建筑风格，该教堂有233英尺长，126英尺宽，能坐1520人。天花板高70英尺，而尖顶高达210英尺。该教堂表现的主题是住在“生命树”里的气氛。

### 青铜大门
前来礼拜的信徒首先会看见厚重的青铜大门，该门重达1200磅，由Albert J. Friscia设计。

### 复活苦像
一进入教堂，最令人震撼的景象就是悬浮的“复活苦像”（Resurrection Crucifix）雕塑，

## 1871年芝加哥大火
參見芝加哥大火